# Britta Arfvidsdotter
Britta Arfvidsdotter, née à Runskog en Suède et morte en 1619, est une femme suédoise exécutée pour sorcellerie, quelques années avant la Grande chasse aux sorcières de 1668-1676 en Suède.
Le 7 mai 1616, Britta Arfvidsdotter est jugée pour superstition et sorcellerie ; elle est accusée d'avoir causé la mort de Håkan Giertsson par sorcellerie. 
Britta fut embauchée par la famille de Håkan, qui souffrait d'une maladie chronique, afin de le guérir. Håkan vivra alité pendant une année entière, à la suite de quoi Britta conseillera à sa famille de tailler une canne en aulne à la taille de Håkan. Ce rituel semble avoir été bénéfique puisque la santé de Håkan s'améliora. Quelque temps plus tard, elle se dégrada à nouveau et de manière rapide et inquiétante. Arfvidsdotter fut rappelée. Elle revint voir la famille de Håkan, amenant avec elle trois gâteaux en pierre et un au fromage. Pour traitement, elle donna à Håkan un morceau du gâteau au fromage. Ce dernier mourut six mois plus tard, en pleine dépression. Sur son lit de mort, il accusa Arfvidsdotter d'être responsable de son malheur, précisant néanmoins n’avoir ressenti aucune hostilité à son égard de la part d'Arfvidsdotter, la signalant uniquement pour le bien du village.
Britta Arfvidsdotter avoue « ses crimes » à l'aumônier Per Paunesson de Värnamo. Elle est emmenée à Jönköping, où elle est détenue jusqu'à la reprise de son procès en 1618 sous la direction du bourreau Håkan, déjà responsable du procès d'Elin i Horsnäs sept ans plus tôt. En 1619, Britta Arfvidsdotter est soumise au supplice de l'eau par Håkan à Jönköping et échoue. Il semble qu'elle ait avoué sous la torture. Rien n'indique quand et par quelle méthode elle est exécutée,.